# Haut et fort
Haut et fort (französisch etwa für: „Stark und laut“, englischsprachiger Festivaltitel: Casablanca Beats) ist ein marokkanisch-französischer Spielfilm von Nabil Ayouch aus dem Jahr 2021. Der mit Laiendarstellern besetzte Musicalfilm basiert auf wahren Begebenheiten und erzählt von einem ehemaligen Rapper (dargestellt von Anas Basbousi), der mit Hip-Hop-Workshops versucht, das Selbstbewusstsein marokkanischer Jugendlicher zu stärken und sie von ihren Ängsten zu befreien. 
Die Produktion wurde am 15. Juli 2021 im Wettbewerb der 74. Internationalen Filmfestspiele von Cannes uraufgeführt. Eine Veröffentlichung in den Kinos erfolgte im November 2021.

## Handlung
Casablanca, in der Gegenwart: Der frühere Rapper Anas wird in einem Kulturzentrum in einem beliebten Stadtteil angestellt. Er ermutigt die von ihm betreuten Jugendlichen, sich von der Last bestimmter Traditionen zu befreien. Die Heranwachsenden sollen ihre Leidenschaft ausleben und erhalten durch den Hip-Hop Möglichkeiten, sich neu auszudrücken. Dabei trifft Anas auf Widerstand von muslimischen Familien, die der Ansicht sind, dass der Islam jungen Mädchen das Singen und Tanzen verbietet.

## Entstehungsgeschichte
Für Nabil Ayouch ist Haut et fort (ursprünglicher Arbeitstitel: Positive School) der siebte Spielfilm, bei dem er Regie führte. Auch verfasste er gemeinsam mit Maryam Touzani das Drehbuch, das von wahren Begebenheiten inspiriert wurde. Tatsächlich arbeitet der ehemalige Rapper Anas Basbousi in dem 2014 vom Regisseur und Künstler Mahi Binebine begründeten Kulturzentrum Les étoiles de Sidi Moumen in Sidi Moumen, im Nordosten Casablancas. Dort bringt er Kindern und Jugendlichen in seinen Workshops bei, sich durch Gesang und Hip-Hop auszudrücken. Der Film konzentriert sich auf den Lehrer und seine Schüler. Es wurden ausschließlich Laiendarsteller verpflichtet.
Als Inspirationsquellen dienten Ayouch die preisgekrönten Filme Die Klasse (2008) und Fame – Der Weg zum Ruhm (1980). Der in Frankreich aufgewachsene Regisseur mit marokkanischen Wurzeln engagierte sich seit dem Jahr 2012 in den Vororten Casablancas, um dort ein Kulturzentrum aufzubauen, wie er es als Kind in Frankreich kennengelernt hatte. Um sich seinen familiären Wurzeln anzunähern, erlernte er auch die arabische Sprache.
Die Dreharbeiten begannen ab dem Jahr 2018 an Originalschauplätzen in Sidi Moumen. Ayouch verwies darauf, dass zwar die Figuren vom Leben der Laiendarsteller inspiriert wurden, sie aber vor allem konstruiert und fiktiv sind. Einige der gecasteten Schauspieler stammten auch nicht aus dem Stadtteil, in dem die Handlung spielt. An dem Film wirkte der marokkanische Choreograf und Tänzer Khalid Benghrib mit, der im Film auch eine Rolle als Tanzlehrer übernehmen sollte. Ayouch experimentierte und schnitt Haut et fort direkt am Filmset.
Produziert wurde Haut et fort von der marokkanischen Ali n' Productions, in Zusammenarbeit mit u. a. der französischen 
Les Films du Nouveau Monde. Die Produktionskosten betrugen 20 Mio. Dirham (ca. 1,8 Mio. Euro). Das Filmprojekt sollte finanziell auch vom nationalen marokkanischen Filminstitut unterstützt werden.

## Veröffentlichung
Der Film wurde am 15. Juli 2021 beim 74. Filmfestival von Cannes uraufgeführt. Ein regulärer Kinostart in Marokko erfolgte am 3. November 2021, in Frankreich am 17. November 2021 im Verleih von Ad Vitam.

## Auszeichnungen
Für Haut et fort erhielt Ayouch seine erste Einladung in den Wettbewerb um die Goldene Palme. Erstmals seit 1962 konkurrierte damit wieder eine marokkanische Produktion beim Filmfestival von Cannes um den Hauptpreis. Das Werk blieb unprämiert. Nachfolgend wurde das Werk von Marokko als Beitrag für die Oscarverleihung 2022 in der Kategorie Bester Internationaler Film eingereicht.